# Hermann Goldstein

Hermann Goldstein

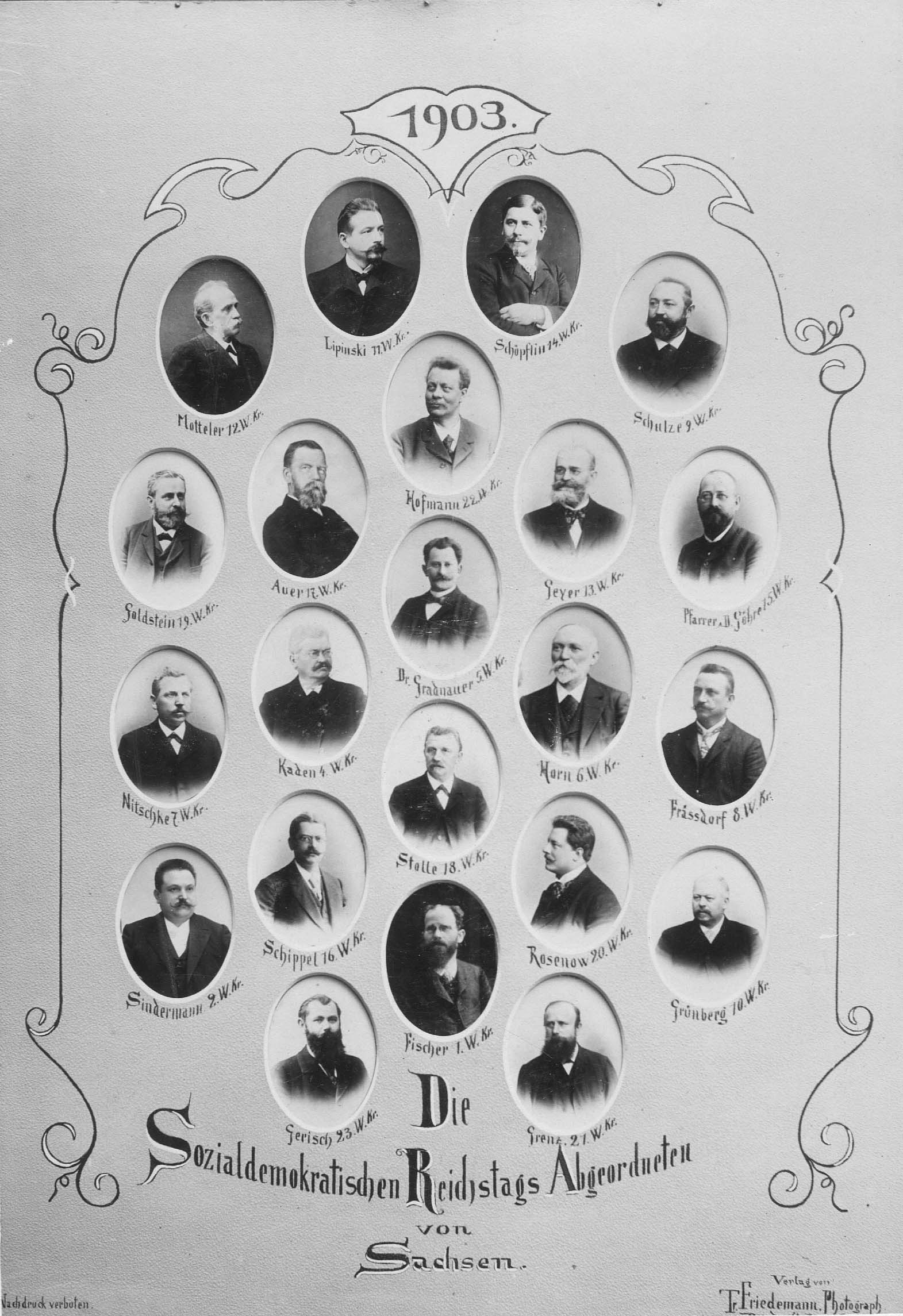
SPD-Reichstagsabgeordnete aus Sachsen von 1903

Hermann Friedrich Goldstein (* 25. Januar 1852 in Möckern; † 14. Juni 1909 in Dresden) war ein deutscher Politiker (SPD).

## Leben und Wirken
Nach Besuch der Volksschule absolvierte Goldstein von 1866 bis 1870 eine Bürogehilfenlehre in Dresden. Bis 1880 verdingte er sich als Schreiber bei einem Rechtsanwalt, als Laufbursche in einer Zigarrenfabrik und als Kommis in einem Dresdner Antiquariat. Von 1880 bis 1892 war er selbständiger Antiquar und Buchhändler in Trachenberge und zugleich Mitarbeiter in sozialdemokratischen Parteizeitungen wie dem Dresdner Volksboten. Von Juli 1892 bis Oktober 1908 war er leitender Redakteur des Sächsischen Volksblatts in Zwickau. Wegen seiner politischen Überzeugungen wurde er mehrfach zu Haftstrafen verurteilt. So verbüßte er z. B. 1898 in Zwickau sechs Wochen Haft.
Von 1891 bis 1899 gehörte er der II. Kammer des Sächsischen Landtags als Vertreter des 23. ländlichen Wahlkreises an. Nach seinem Ausscheiden wurde er im Juni 1903 im 19. sächsischen Wahlkreis (Stollberg-Schneeberg) in den Deutschen Reichstag gewählt, dem er bis zu seinem Tod angehörte. 1905 gelang ihm im 37. ländlichen Wahlkreis wieder der Einzug in die II. sächsische Landtagskammer. Er war dort der einzige sozialdemokratische Abgeordnete, konnte jedoch sein Mandat ab 1908 aufgrund einer schweren Erkrankung nicht mehr wahrnehmen.

## Werke
- Gemeindesteuern und Gemeindewahlrecht im Königreich Sachsen. 1899
- Das Reichstagswahlrecht und seine Gegner. 1903
- Das vergessene Konzept oder: Ein sitzengebliebener Reichstagskandidat. 3. A., Lipinski, 1910
- Von Amtswegen. 2. A., Lipinski, 1910